# ミッキー柳井
ミッキー 柳井（ミッキー やない、1959年）は、日本のAV男優、セクササイズインストラクター。現在はロサンゼルス、ハワイを生活基盤としている。

## 概要
- 「金のシャチホコ」「ヘリコプター」[1]などのアクロバットな性交体位の開発者である。
- 2004年にケイ・エム・プロデュースから主演作品を数本発表した。
- 2003年から2004年にかけてV&Rプランニングから発売された『パラダイス・オブ・ジャパン:ヘリコプターマン』[2][3][4][5]シリーズによって、アメリカ合衆国で知られる数少ない日本人男性ポルノスターの1人になった。
- 1974年に半年間だけ、ジャニーズ事務所でフォーリーブスの付き人を経験しているが、当時ジャニー喜多川から性被害を受けたことを告白している[6]。